# Danemark aux Jeux olympiques d'hiver de 1960
Le Danemark participe aux Jeux olympiques d'hiver de 1960 à Squaw Valley aux États-Unis. Le Danemark était représenté par 1 seul athlète. Cette participation a été la troisième du Danemark aux Jeux d'hiver. La délégation danoise n'a pas récolté de médaille.

## Délégation
Le seul athlète de la délégation est Kurt Stille, il a participé aux épreuves de patinage de vitesse.